# Геник Любов Ярославівна

## Життєпис
Геник Любов Ярославівна народилася 5 січня 1961 р. в с. Нижній Березів Косівського району Івано-Франківської області в родині Олени-Орисі Іванівни Кузич-Березовської та Ярослава-Михайла Васильовича Геника-Березовського.
Навчалася в Нижньоберезівській ВШ, закінчила Середньоберезівську СШ 1978 року із золотою медаллю. Бригадир учнівської виробничої бригади Середньоберезівської СШ в 1975—1978 рр.
1976 року закінчила Яблунівську дитячу музичну школу (клас баяна).
З 1978 по 1983 рр. навчалася на історико-педагогічному факультеті в Івано-Франківському педінституті ім. В. Стефаника по закінченні якого отримала диплом з відзнакою.
З 16 серпня 1983 по 17 квітеня 1984 р. працювала вчителем історії, права, етики, музики, німецької мови в Жилинецькій ВШ Ярмолинецького р-ну Хмельницької області.
З 22 квітня 1984 по липень 1985 р. працювала вожатою, вчителем історії й географії в Республіканському п/т ЦК ЛКСМУ «Молода гвардія» в м. Одесі
З серпня 1985 по серпень 1988 р. — завуч з позакласної та позашкільної виховної роботи та вчитель історії й етики в Рожнівській СШ Косівського району Івано-Франківської області.
З вересня 1988 по вересень 1990 р. — організатор позакласної та позашкільної виховної роботи (на правах завуча) та вчитель історії й суспільствознавства Середньоберезівської СШ того ж району. З вересня 1987 року — пошукач лабораторії трудового навчання і виховання Інституту педагогіки АПН УРСР.
Обиралася депутатом Рожнівської та Нижньоберезівської сільрад в 1987—1991 рр.
З 21 вересня 1990 року — асистент кафедри педагогіки і психології Івано-Франківського педінституту ім. В. Стефаника, а з 1991 року — Прикарпатського університету ім. В. Стефаника по листопад 1993 року.
З 1 грудня 1993 по грудень 1995 р. — аспірант очної аспірантури кафедри педагогіки Прикарпатського університету ім. В. Стефаника.
Одночасно з 1 жовтня 1991 навчалася (на вечірній формі навчання) в Івано-Франківському теологічно-катехитичному духовному інституті УГКЦ (тепер — Івано-Франківський богословський університет імені Івана Золотоустого (м. Івано-Франківськ), який закінчила в 1995 році.
З вересня 1996 р. по грудень — асистент, а з 2 грудня 2003 року — 22 липня 2017 р. — доцент кафедри релігієзнавства і теології, 22.07.2017 р. — 31.08.2020 р. — доцент кафедри філософії, соціології і релігієзнавства Прикарпатського університету ім. В. Стефаника (м. Івано-Франківськ, Україна).
Кандидатську дисертацію захистила у Києві в 2003 році: кандидат педагогічних наук. (Тема дисертації «Релігійно-моральне виховання в українських навчальних закладах Східної Галичини кінця ХІХ — початку ХХ ст.», 2003.).
Канд. пед. наук, (2003), доцент кафедри теології і культурології (2016).
Розробила й читала такі лекційні курси: «Історія християнства: християнства до розколу, католицизму, православ'я, протестантизму», «Історія релігій і Церкви в Україні», «Біблієзнавство: Старий і Новий Заповіт», «Релігійне мистецтво: живопис, архітектура, скульптура, музика, театр, кіно», «Джерелознавство та історіографія християнства», «Методика викладання релігієзнавчих дисциплін», «Методика викладання основ християнської етики», «Методика релігійного і релігієзнавчого виховання», «Релігійна філософія», «Феноменологія релігії», «Історія релігієзнавства», «Релігієзнавство». Спецкурси «Релігійна духовність українців», «Релігійна етика».
Автор численних наукових статей, програм, підручників, монографій.
Учасник і автор телевізійних і радіопередач на Івано-Франківському обласному радіо і телерадіокомпанії «Карпати» за участі редактора і ведучого Богдана Кучера «Говорить Івано-Франківськ», "А в неділю  та на обласному телебаченні «Галичина». Співорганізатор ряду наукових конференцій.

## Публікації
1. Геник Л. Я. ІСТОРІЯ ХРИСТИЯНСТВА: КАТОЛИЦИЗМ. У 2-х т. Т. 1: Основні ідеї християнства. Посібник для студентів філософських та історичних факультетів. Вид. 2-е, доп. Івано-Франківськ: Тіповіт, 2012. — 575с.
2. Геник Л. Я. Проблеми художньо-естетичної освіти молоді в Україні та шляхи їх розв'язання // Тези республіканської конференції. — Київ: КДПІ, 1992. — С.33-35.
3. Геник Л. Я. Ідеї релігійно-морального виховання на Першому Українському Педагогічному Конгресі у Львові 1935 року // Перший педагогічний конгрес і сучасність. Матеріали науково-практичної конференції присвяченої 60-річчю з дня проведення Першого Українського Педагогічного Конгресу у Львові. — Івано-Франківськ: Прикарпатський університет ім. В. Стефаника. — 1995. — С.16 — 18.
4. Геник Любов. Філософська освіта у Львівській Богословській Академії (1928—1944) // ІСТОРІЯ РЕЛІГІЙ В УКРАЇНІ. Матеріали VІІІ міжнародного круглого столу 11-13 травня 1998 року. — Львів: Логос, 1998. — С.59-61.
5. Геник Любов. Релігійно-моральне виховання в навчальних закладах Східної Галичини кін. ХІХ — поч. ХХ ст. Монографія. — Івано-Франківськ: Плай, 2000. — 272с.
6. 2000. — 272с.
7. Геник Любов. Виховне значення десятьох заповідей Божих (Декалогу)// Рідна школа. — Київ, 2001. — № 11.– С.23-27; № 12. — С.22-26.
8. Геник Любов. Використання народно — релігійних традицій зимових свят у сучасному педагогічному процесі // Рідна школа. — 2002. — № 6. — С.37-43.
9. Геник Любов. Марійські дружини в Україні // Рідна школа. — 2002. — № 11. — С.34-37.
10. Геник Любов. Виховання української молоді у Львівській Богословській академії УГКЦ (1928—1944) // Вісник Прикарпатського університету імені В. Стефаника. Педагогіка. Випуск VІІ. — Ів.-Франківськ: Плай, 2002. — С.157-166.
11. Геник Любов. Митрополит Йосиф Сліпий і проблеми Східних Церков на ІІ Ватиканському соборі // «Кардинал Йосиф Сліпий і сучасність». Збірник матеріалів Всеукраїнської наукової конференції на пошану 110-ї річниці від дня народження Глави Української Греко-Католицької Церкви кардинала Йосифа Сліпого (11-12 жовтня 2002 року). — Івано-Франківськ: Плай, 2002. — С.72-76.
12. Геник Любов. Духовно-етичні цінності в педагогічній спадщині Східної Галичини // Міжнародна наукова конференція «Цінності християнської культури як фактор морально-етичного формування особистості». Збірник наукових статей / За заг. ред. док. пед. наук, проф. В. М. Оржеховської. — Київ, 2002. — С.39-42.
13. Геник Любов. Ідея федерації Австрії й ЗУНР (Західно-Українська Народна Республіка) // Визвольний шлях. — 2003. — Кн.1. — Січень. — C.36-46.
14. Геник Любов. Митрополит А. Шептицький у боротьбі за український університет у Львові в І чверті ХХ ст. // Рідна школа. — Київ, 2003. — № 3. — С.18-20.
15. Геник Любов. Іван Кузич-Березовський — історик і педагог (до 100-річчя від дня народження) // Рідна школа. — 2003. — № 9. — С.43-46.
16. Геник Любов Ярославівна. Релігійно-моральне виховання в українських навчальних закладах Східної Галичини кінця ХІХ — початку ХХ століття. Автореф. Дис. / Інститут проблем виховання АПН України. — Київ, 2003. — 22с.
17. Геник Любов. До проблеми запровадження і викладання курсу «Основи релігієзнавства» в загальноосвітніх школах України // Формування релігійної культури дітей і молоді: проблеми і перспективи. Матеріали конференції. — Івано-Франківськ, 2007. — С.192-204.
18. Геник Любов. Роль Апостольської столиці у формуванні ідентичності християнства кирило-мефодіївської традиції // УКРАЇНА І ВАТИКАН. Серія збірників наукових праць. Вип. І: Українсько-ватиканські відносини в контексті суспільних і міжконфесійних проблем / За заг. ред. док. філос. наук. А. М. Колодного (гол. ред.), док. іст. н. О. Реєнта, док.філос. наук П. Л. Яроцького, док. філос. наук. Л. О. Филипович, док. філос. наук. С. Р. Кияка. — Івано-Франківськ-Київ, 2008. — С.257-269.
19. Геник Любов. Проблеми тамплієрів та їх ідеали в контексті об'єднаної Європи // УКРАЇНА І ВАТИКАН. Серія збірників наукових праць. Вип. ІV: Державно-Церковні відносини в контексті досвіду об'єднаної Європи. У 2-х зошитах. / За за ред. О. Береговського (гол. ред.), канд. іст. наук. С. Побуцького, докт. філос. наук С. Кияка, В. Дідуха та ін. — У 2-х зошитах. Зошит ІІ. – Галич-Івано-Франківськ-Київ, 2011. — С.75-97.
20. Геник Любов. Діяльність митрополита Андрея Шептицького під час Другої світової війни // КАРПАТИ: Людина, етнос, цивілізація. — Івано-Франківськ, 2012. — № 4. — 300 с. — С. 129—136.
21. Геник Л. Я. Релігійна філософія. Навчально-методичний комплекс: програма, плани семінарських занять, самостійна робота студентів, бібліографія, тести, екзаменаційні завдання. — Івано-Франківськ, 2012. — 91с.
22. Геник Любов. Феномен ІІ Ватиканського собору і його вплив на чернецтво // Українське релігієзнавство. — 2013. — № 66. — C. 337—346. ISBN	966-531-199-9
23. Геник Любов. Кияк Святослав. Релігійний світ Тараса Шевченка: християнські духовно-світоглядні домінанти // ПРИКАРПАТСЬКИЙ ВІСНИК НТШ: Слово. — 2013. — 2 (22). –С.250-270.
24. Геник Л. Я. «Варіант Білавича»: ідеї А. Макаренка в ринкових умовах // ВИТОКИ педагогічної майстерності. Збірник наукових праць / Полтав. нац. пед. ун-т імені В. Г. Короленка. — Полтава, 2013. — Випуск 12. Серія «Педагогічні науки». — С.41-45.
25. Геник Л. Я., Яковишин В. М. До витоків міжконфесійного порозуміння хазар, караїмів і слов'ян на українських землях доби Київської та Галицько-Волинської держав // КАРПАТИ: Людина, етнос, цивілізація. — Івано-Франківськ: Плай, 2014. — № 5. — C.187-201.
26. Геник Любов. Біблія і наука про походження народів Палестини та Ісуса Христа // АВРААМІЧНІ РЕЛІГІЇ В УКРАЇНІ: інкультураційні взаємовпливи та міжконфесійні взаємини. Матеріали міжнародної наукової конференції. Галич, 29 травня 2014 року. — Галич: Інформаційно-методичний відділ Національного заповідника «Давній Галич», 2014. — C.456-475.
27. Ґеник Любов. Іван Франко і ходачкова шляхта Березова // ПРИКАРПАТСЬКИЙ ВІСНИК НТШ: Слово. — 2014. — 2 (26). — С.283-302.
28. Геник Любов. Ідеї екуменізму в практичній діяльності матері Терези Калькуттської і брата Роже (з Тезе) // УКРАЇНА І ВАТИКАН. Серія збірників наукових праць. — Вип. VІ: Проблеми екуменізму в сучасній Україні в контексті «Декрету про екуменізм (21. 11. 1964 р.)» Другого Ватиканського собору / За заг. ред. д. філос.н., д. богосл. (теол.) С. Р. Кияка. — Івано-Франківськ: ПП. Маргітич О. І., 2014. — С.346 –359.
29. Геник Любов. Святий Шарбéль — ліванський чудотворець і благовісник східного християнства маронітської традиції // Науковий вісник Івано-Франківського богословського університету УГКЦ імені Івана Золотостого «Добрий Пастир»: Збірник наукових праць / Гол. ред. д-р теології, канд. філос. наук, Р. А. Горбаль. Вип. 5. Богослов'я. Івано-Франківськ: Івано-Франківський богословський ун-т, 2014. — С. 150—167.
30. Геник Л. Я. Середньоберезівська середня школа — центр виховної роботи з формування особистості учня в гірських умовах // Гірська школа Українських Карпат. — Івано-Франківськ, 2015. — № 12-13. — С.114-122.
31. Геник Любов. Основні богословські питання в екуменічній діяльності єпископа і митрополита Андрея Шептицького // Спадщина Андрея Шептицького: духовність, діяльність, мораль. Матеріали науково-практичної конференції, присвяченої 150-річчю з дня народження митрополита Української Греко-Католицької Церкви Андрея Шептицького (Тлумач, 9 серпня 2015 р.) / упор. А. А. Білас. — Івано-Франківськ: Місто-НВ, 2015. — С.14-29.
32. Геник Любов. Основні богословські питання в екуменічній діяльності єпископа і митрополита Андрея Шептицького // Спадщина Андрея Шептицького: духовність, діяльність, мораль. Матеріали науково-практичної конференції, присвяченої 150-річчю з дня народження митрополита Української Греко-Католицької Церкви Андрея Шептицького (Тлумач, 9 серпня 2015 р.) / упор. А. А. Білас. — Івано-Франківськ: Місто-НВ, 2015. — С.14-29.
33. Геник Любов. Поняття про церковне правило та його джерела // Вісник Прикарпатського університету. Мистецтвознавство. — Івано-Франківськ, 2015. — Вип. 30-31. — С.115-120.
34. Геник Л. Я. СЕРЕДНЬОБЕРЕЗІВСЬКА СЕРЕДНЯ ШКОЛА — ЦЕНТР ВИХОВНОЇ РОБОТИ З ФОРМУВАННЯ ОСОБИСТОСТІ УЧНЯ У ГІРСЬКІЙ МІСЦЕВОСТІ // Гірська школа Українських Карпат. — Івано-Франківськ, 2015. — № 12-13. — С.114-122.
35. Геник Л. Я. Ідеї Андрея Шептицького і в історичних реаліях Станіславова і Івано-Франківщини в ХІХ-ХХ століттях // ДОБРИЙ ПАСТИР: Науковий вісник Івано-Франківського богословського університету імені св. Івана Золотоустого УГКЦ. Збірник наукових праць. Богослов'я. Випуск 8: до 150-річчя від дня народження митрополита Андрея Шептицького. — Івано-Франківськ: ІФБУ, 2015. — 358с. — С.100-116.
36. Геник Л. Я. ОСНОВНІ БОГОСЛОВСЬКІ ПИТАННЯ В ЕКУМЕНІЧНІЙ ДІЯЛЬНОСТІ ЄПИСКОПА І МИТРОПОЛИТА АНДРЕЯ ШЕПТИЦЬКОГО // СПАДЩИНА АНДРЕЯ ШЕПТИЦЬКОГО: ДУХОВНІСТЬ, ДІЯЛЬНІСТЬ МОРАЛЬ. Матеріали науково-практичної конференції, присвяченої 159-річчю з дня народження митрополита Української Греко-Католицької Церкви Андрея Шептицького (м. Тлумач, 9 серпня 2015 року) /упоряд.. А. А. Білас — Івано-Франківськ: Місто-НВ, 2015. — 92с. — 14-28.
37. Геник Л. Я. З усіх принад суспільства його найбільше вабили мистецтво і наука (пам'яті Василя Ігнатюка (1960—2015) — професора ІФТА в 1998—2008 рр. // ДОБРИЙ ПАСТИР: Науковий вісник Івано-Франківського богословського університету імені св. Івана Золотоустого УГКЦ. Збірник наукових праць. Богослов'я. Випуск 9. Збірник присвячено 70-им роковинам Львівського псевдо-собору. — Івано-Франківськ: ІФБУ, 2016. — 286с. — С.270-279. [URL]: http://journal.ifaiz.edu.ua/index.php/gp/issue/view/1/6
38. Християнська етика — могутній засіб виховання української молоді. Колективна монографія. Упоряд. Геник Л. Я. / Геник Л. Я., Єгрешій О. І., Ігнатюк О. В., Огірко О. В [Текст]. — Івано-Франківськ: Плай, 2016. — 438с., іл., табл.
39. Геник Любов. Історія формування церковного правила // ДОБРИЙ ПАСТИР: Науковий вісник Івано-Франківського богословського університету імені св. Івана Золотоустого УГКЦ. Богослов'я: Збірник наукових праць. Вип. 10-11: «Блаженний єпископ Григорій Хомишин в релігійно-церковному і громадсько-культурному житті України (до 150-річчя від дня народження)» 30 березня 2017 року. / Гол. ред. Р. А. Горбань. — Івано-Франківськ: ІФБУ, 2017. — 396 c. — C.127-151. [URL]: http://journal.ifaiz.edu.ua/index.php/gp/issue/view/6
40. Геник Л. Я. ДОКТОР ПРАВА — СОФРОН МУДРИЙ (ЧСВВ) — ДОСЛІДНИК ІСТОРІЇ УКРАЇНСЬКОГО ХРИСТИЯНСТВА // Карпати: народ, етнос, цивілізація. — 2018. — № 7-8. — 448с. — С.305-326.
41. Геник Л. Я., Ігнатюк Б. В. ПЕРША СВІТОВА ТА ІНШІ ВІЙНИ Й НОВЕЛА ВАСИЛЯ СТЕФАНИКА «СИНИ» // W obliczu nowej rzeczywistości. Stanisławów i Zemia Stanisławowska w latach 1918—1923. Tom II: Administracja — Kultura. Warszawa — Iwano-Frankiwsk: Fundacia «Wolnost i demokracja», 2018. — 273s. — S.182-208.
42. Геник Л. Я. Церковне правило східних обрядів східних обрядів та його джерела // Науковий вісник Івано-Франківської академії Івана Золотоустого УГКЦ «Добрий Пастир». Богослов'я. Філософія. Історія: науковий журнал. Вип. 12-13: Збірник присвячено 175-літтю від дня народження єпископа Юліана Пелеша та 1030-літтю Хрещення України / Гол. ред. Р. А. Горбань. — Івано-Франківськ: ІФА, 2018. — Вип.12-13. — 454c. — С.9-38.http://ifaiz.edu.ua/arkhiv-vydannia.html/31.01.2020/2:36.
43. Ігнатюк Ольга, Геник Любов. Роль Джовані Боска й Максимілана Кольбе у вихованні молоді в кризові періоди історії людства (капеланство серед молоді та його форми // Науковий вісник Івано-Франківської академії Івана Золотоустого УГКЦ «Добрий Пастир». Богослов'я. Філософія. Історія: науковий журнал. Вип. 12-13: Збірник присвячено 175-літтю від дня народження єпископа Юліана Пелеша та 1030-літтю Хрещення України / Гол. ред. Р. А. Горбань. — Івано-Франківськ: ІФА, 2018. — Вип.12-13. — 454c. — С. — С.153-180 [URL] [URL]: http://ifaiz.edu.ua/arkhiv-vydannia.html/31.01.2020/2:36.
44. Геник Л. Я. Філософія історії. Навчально-методичний комплекс: програма, плани семінарських занять, самостійна робота студентів, тести. — Ivano-Frankivsk, 2019. — 124с.
45. Геник Л. Я. МЕТОДИКА ВИКОРИСТАННЯ РЕЛІГІЄЗНАВЧИХ ТЕМ НА УРОКАХ ІЗ ВСЕСВІТНЬОЇ ІСТОРІЇ // УКРАЇНСЬКА ГРЕКО-КАТОЛИЦЬКА ЦЕРКВА: ІСТОРІЯ І СУЧАСНІСТЬ. Матеріали регіональної наукової конференції, присвяченої 30-річчю виходу УГКЦ з підпілля у 1989 році на теренах Делятинщини, Надвірнянського р-ну. Івано-Франківської області / Ред.-упоряд. Геник Л. Я. — Івано-Франківськ: Симфонія форте, 2019. — 200с. — С.90-110.
46. Геник Л. Я. Листопадова революція 1918 року в Галичині як військова операція // ПРИКАРПАТСЬКИЙ ВІСНИК НТШ: Думка. 2019. — № 4 (56). — С.30-69. // pvntsh.nung.edu.ua
47. Геник Любов. Історія галицької шляхти // Карпати: народ, етнос, цивілізація. — 2023. — № 9. — 420с. — С.150-171. https://kea.pnu.edu.ua/wp-content/uploads/sites/57/2023/09/karpaty_28_06_2023_druk_l.pdf